# Christian Culmann

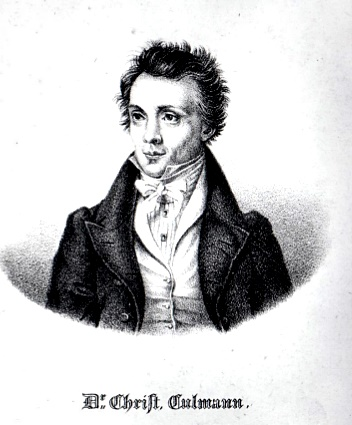
Johann Christian Culmann

Johann Christian Culmann (* 5. Dezember 1795 in Bergzabern; † 14. Mai 1837 in Zweibrücken) war ein deutscher Rechtsanwalt und liberaler bayerischer Landtagsabgeordneter.

## Leben
Culmanns Eltern waren der reformierte Pfarrer (in vierter Generation) Philipp Friedrich Culmann (1752–1818) und Juliane Henriette Dell (1765–1829). Das Paar hatte drei Töchter und sechs Söhne. Er studierte Jura an den Universitäten Straßburg und Göttingen. Am 30. Dezember 1817 wurde Culmann als Anwalt beim Appellationsgericht in Zweibrücken zugelassen.
Culmann war von 1826 bis 1830 Mitglied und Sekretär des Landraths des Rheinkreises. Im Jahr 1830 wurde er als Landstand in die Zweite Kammer der Bayerischen Ständeversammlung gewählt. Von 1831 bis 1834 zählte er zur aktiven Opposition. Im Parlament war er Erster Sekretär und zunächst Wortführer der liberalen Opposition, bis sich die radikal Liberalen um den Pfälzer Friedrich Schüler formierten. Culmann vertrat die Gemäßigten.
Beim Hambacher Fest trat er nicht als Redner auf. Im anschließenden Landauer Assisenprozess verteidigte er 1833 Georg Eilfer und sein Bruder August Heinrich Hochdörfer. Ein weiterer Bruder Ludwig (1798–1885) wurde als Bezirksrichter in Landau nicht für diesen Prozess zugelassen. Im folgenden Jahr musste sich Christian Culmann vor dem Bezirksgericht Zweybrücken wegen Verleumdung der kgl. Staatsregierung, der kgl. Gerichte, der öffentlichen Behörden und des Militärs verantworten. Mit seinem Bruder August kam er zwar in Untersuchung, beide erhielten jedoch keine Einträge in das berüchtigte Schwarze Buch des Fürsten Metternich.
Culmann war mit Louise Frölich (1801–1884) verheiratet. Als Witwe ehelichte sie seinen Bruder, den französischen Offizier Jacques Culmann (1787–1849). Er war 1848–1849 Mitglied der Nationalversammlung für das Département Bas-Rhin. Zu gleicher Zeit vertrat sein jüngerer Bruder August Ferdinand Culmann den benachbarten Wahlkreis Landau in der Frankfurter Nationalversammlung (Paulskirche).

## Geschwister, Neffen und Vettern
Geschwister und Neffen
- Henriette Julie Philippine Culmann (1784–1818), verheiratet mit Pfarrer Joh. Jacob Gulden (1771–1830), Sohn:
  - Gustav Adolph Gulden (1808–1882), Anwalt 1848/49 Nationalversammlung
- Marie Amalie, heiratet 1810 Friedrich Jacob Umpfelbach (1766–1822), Friedensrichter in Bergzabern, ehemaliger Jakobiner
  - August Umpfelbach, (1816–?), Weinhändler, 1849 Pfälz. Aufstand (Todesurteil), emigriert nach Amerika
- Luise Caroline, heiratet Carl Raquet, Friedensrichter
- Philipp Friedrich Wilhelm Culmann, (1786–1812), Notargehilfe in Soultz-Haut-Rhin
- Friedrich Jacob Culmann (1787–1849), Offizier, 1848/49 franz. Nationalversammlung (äußerste Linke)
- Carl Wilhelm Culmann (1793–1844), Pfarrer in Bergzabern, 1843/1844 in Speyer; Söhne:
  - Carl Wilhelm Culmann (1821–1881), Mathematiker und Statiker, Professor in Zürich
  - Philipp Theodor Culmann (1824–1863), Pfarrer und Ethiker
- Joh. Ludwig Culmann (1798–1885), Bezirksrichter in Landau
- Carl Theodor Culmann (1801–1839), Forstwissenschaftler in Straßburg
- August Ferdinand Culmann (1804–1891), Anwalt, 1848/49 Nationalversammlung, 1849 Pfälz. Aufstand (Todesurteil)

Vetter
- August Hannitz (1808–1883), Arzt, 1849 Abgeordneter, Pfälz. Aufstand, Bürgermeister und Landrath.[2]